# 319
319（三百十九、さんびゃくじゅうきゅう）は自然数、また整数において、318の次で320の前の数である。

## 性質
- 319は合成数であり、約数は 1, 11, 29, 319 である。
  - 約数の和は360。
- 319 = 11 × 29
  - 3 + 1 + 9 = 1 + 1 + 2 + 9 より12番目のスミス数である。1つ前は274、次は346。
  - 101番目の半素数である。1つ前は314、次は321。
- 各位の和が13になる22番目の数である。1つ前は292、次は328。
- 各位の積が自然数の立方数になる24番目の数である。1つ前は284、次は333。(オンライン整数列大辞典の数列 A237767)
  - 各位の積が3の累乗数になる24番目の数である。1つ前は313、次は331。(オンライン整数列大辞典の数列 A174813)
  - 各位の積が 3k になる7番目の数である。1つ前は193、次は333。ただし k は桁数。(オンライン整数列大辞典の数列 A061427)
例．3 × 1 × 9 = 33
- 319 = 202 − 81
  - n = 20 のときの n2 − 81 の値とみたとき1つ前は280、次は360。(オンライン整数列大辞典の数列 A098850)

## その他 319 に関連すること
- 西暦319年
- 年始から数えて319日目は11月15日、閏年は11月14日。